# Мубах
Мубах (араб. مباح‎‎, дос. «дозволене») — категорія вчинків та дій, що розглядаються шаріатом як нейтральні. Якщо мубах здійснений з добрими намірами, то він стає богоугодним вчинком, якщо з поганими, то гріховним. Прикладом мубаху є їжа, пиття, сон і т. д., що не потребують за своєю суттю жодної оцінки. Питання про мубах трактується розділом фікху ахкам.
У залежності від мазхабу одні й ті самі вчинки можуть входити до категорії мубах, або ні. У сучасному мусульманському суспільстві проблематика мубаху вельми актуальна, бо пов'язана зі сприйняттям, або запереченням нових явищ у суспільному житті та побуті. Давня дискусія ведеться з приводу всього комплексу питань, пов'язаних з артистичною та художньою діяльністю, особливо з живописом та музикою. Доволі проблематичною є визначення категорії «предметів розкошу», дозволеності імпортних товарів, у виробництві яких використані свиняча шкіра та сало (взуття, косметика), можливості наслідування європейської манери одягатися, особливо для жінок і т. д. У залежності від загальної обстановки в кожній окремо взятій країні контроль за дотриманням мінімальних обмежень мубаху є різним. У вирішенні питань мубаху велике значення має застосування раціоналістичних джерел права (істихсан, істислах та ін.)